# Эсталь
Эсталь (нем. Esthal) — община в Германии, в земле Рейнланд-Пфальц. 
Входит в состав района Бад-Дюркхайм. Подчиняется управлению Ламбрехт (Пфальц).  Население составляет 1442 человека (на 31 декабря 2010 года). Занимает площадь 15,51 км².
Коммуна подразделяется на 4 сельских округа.